# ひばりんご
ひばりんごとは、九州で展開する[[株式会社ヒラオカコーポレーション]]が運営するパチンコホール「ひばり」の公式キャラクターである。ツイッターのフォロワーは10,000人を超える。

## 概要
お父さんがひばり、お母さんがりんごの妖精。
2016年3月より活動開始。
公式グッズとして、ぬいぐるみ、使い捨てライター、うちわ、アイフォンケース、Tシャツなどを制作している。
ぬいぐるみは通販サイトでも販売している。